# Giovanni Zuliani
Giovanni Zuliani (Villafranca di Verona, 1836 – Torino, maggio 1892) è stato un pittore e incisore italiano figurativo di formazione accademica.

## Biografia
Giovanni Zuliani nacque nel 1836 a Villafranca di Verona, figlio di Giuseppe (1816-1888) noto letterato.
Dopo aver lavorato nelle ferrovie dell’Alta Italia si dedicò alla pittura frequentando l'Accademia Albertina dove conobbe Tommaso Juglaris di cui divenne amico e che seguì a Parigi nel 1875 dopo aver condiviso con lui una soffitta-studio a Torino.
Fu iscritto al Circolo degli Artisti di Torino.
A Parigi espose alcuni suoi dipinti al Salon.
Alcuni, tra i quali Richelieu e i comici, Studi veneziani e Un matrimonio diplomatico, furono riprodotti nei celebri album di Goupil.
Soggiornò successivamente a Firenze e Roma.
Morì nel maggio del 1892 a 56 anni d'età all'ospedale dei Poveri in San Salvario a Torino.

## Opere
- Richeulieu e i commedianti - esposto al Salon
- Un matrimonio diplomatico - esposto al Salon
- Commedia al castello - esposto al Salon
- Calle a Venezia - conservato nella Galleria d’Arte Moderna di Torino
- Ritratto in piedi di Pietro Paleocapa - pastello
- Figura femminile vestita d'azzurro - collezione privata di Bergamo
- Copia dell'Aurora di Guido Reni - inviata in America su richiesta di Tommaso Juglaris